# Mañana a esta hora
Mañana a esta hora és una pel·lícula dramàtica colombiano-canadenca de 2017 dirigida per Lina Rodríguez i protagonitzada per Laura Osma i Maruia Shelton. Va participar en importants esdeveniments a nivell internacional com el Festival de Cinema de Locarno, el Festival Internacional de Cinema de Mar del Plata i la Mostra Internacional de Cinema de São Paulo, entre d'altres.

## Sinopsi
Adelaida és una jove bonica que viu amb els seus pares en un petit apartament a la ciutat de Bogotà. Tot en aquesta família funciona amb un perfecte però delicat equilibri que comença a trencar-se quan arriben les típiques dificultats de l'adolescència per a Adelaide. Després de discutir repetidament amb la seva mare, cosa que abans no ocorria, els problemes en el si familiar comencen a fer-se més freqüents. Però el veritable repte per a aquesta família arriba quan ocorre una inesperada tragèdia, que posarà a prova la unitat dels seus integrants.

## Repartiment
- Laura Osma és Adelaide.
- Maruia Shelton és Lena.
- Francisco Zaldúa és Francisco.
- Clara Monroy és Elsa.
- Francisco Restrepo és Jerónimo.
- Catalina Cabra és Catalina.
- Juan Miguel Santana és Antonio.
- Juan Pablo Cruz és Pablo.
- Valentina Gómez és Valeria.
- Alejandra Adarve és Camila.